# Transformers: Ultimul cavaler
Transformers 5 (titlu original: Transformers: The Last Knight) este un film american din 2017 regizat de Michael Bay. Rolurile principale sunt interpretate de actorii Mark Wahlberg,  Josh Duhamel,  Tyrese Gibson,  Anthony Hopkins,  Isabela Moner,  Jerrod Carmichael,  Mitch Pileggi,  Laura Haddock și  Santiago Cabrera.  Filmul face parte din seria de filme Transformers, iar un al șaselea film, intitulat Bumblebee a fost lansat în anul 2018.

## Distribuție

### Oameni
- Mark Wahlberg - Cade Yeager este un tată singur și un inventator care i-a ajutat pe Autoboți în timpul evenimentelor din Transformers: Exterminarea .
- Isabela Moner - Izabella este o fată orfană care trăiește printre ruinele orașului Chicago. Ea este foarte inteligentă. Se pricepe să repare roboți.[7][8]
- Josh Duhamel - Lt. Colonel William Lennox este colonel în armata Statelor Unite și membru ezitant al Transformer Reaction Force (TRF).[9]
- Tyrese Gibson - Robert Epps este sergent în Forțele Aeriene ale Statelor Unite ale Americii sub comanda Lt. Colonel William Lennox.[10][11]
- Jerrod Carmichael este Jimmy, un adolescent care lucrează pentru Cade într-un depozit de fier vechi.[12]
- Mitch Pileggi este liderul TRF.[13]
- Laura Haddock este Viviane Wembley, un profesor de literatură engleză la Universitatea Oxford care se dovedește a fi un descendent al vrăjitorului Merlin.[14]
- Santiago Cabrera este Santos, un fost comandant al Delta Force din cadrul TRF care încearcă să distrugă orice Transformator și aliații săi umani, indiferent de grup.[15]
- Anthony Hopkins este Sir Edmund Burton, un istoric și un astronom britanic care știe multe despre istoria Transformatorilor pe Pământ. Acesta are un servitor robot numit Cogman.[16]

### Transformers

#### Autoboți
- Peter Cullen interpretează vocea lui Optimus Prime, liderul Autoboților care se transformă într-un Western Star 4900 și care caută adevărul despre Creatorii lui.
- Bumblebee este un cercetaș Autobot care se transformă într-un Chevrolet Camaro construit la comandă de culoare galben-negru din 2016.[17]
- Hound este un Autobot expert în arme și cu o mare dorință de luptă. Se transformă într-un camion militar Mercedes Unimog.
- Drift este un Autobot tactician și fost Decepticon ce se transformă într-un Mercedes-AMG GT R negru-roșu din 2017.[18]
- Crosshairs un parașutist Autobot care se transformă într-un Chevrolet Corvette C7 Stingray verde din 2016 echipat cu un nou eleron.[19]
- Sqweeks este un Autobot minuscul care se transformă într-un scuter Vespa 98 din 1946 de culoare turcoaz. Este bun prieten cu Izabella. [20]
- Hot Rod este un Autobot care se transformă într-un Lamborghini Centenario negru-portocaliu din 2016. El a devenit protectorul lui Viviane Wembley la cererea tatălui ei. Acesta vorbește cu un accent francez de care nu poate să scape.

#### Decepticoni
- Megatron este liderul reînviat al Decepticonilor, care și-a încărcat conștiința într-o dronă creată de oameni - este cunoscut ca Galvatron în Transformers: Exterminarea .[21]
- Barricade este un supraviețuitor Decepticon din Transformers: Fața ascunsă a Lunii  ce se transformă într-o mașină de poliție Ford Mustang din 2016.[22]
- Mohawk este un Decepticon șmecher cu o creastă tip mohawk de unde i se trage și numele. Se transformă într-o motocicletă Confederate Hellcat. Îi este foarte loial lui Megatron.
- Nitro Zeus este un vânător Decepticon, puternic și nemilos. Acesta se transformă într-un avion de luptă.
- Onslaught este un Decepticon care se transformă într-un camion de tractare Western Star 4900SF. Este un geniu în ceea ce privește strategiile de luptă.
- Berserker este un Decepticon cu o forță distructivă de neegalat. Se transformă într-un Chevrolet Suburban.
- Dreadbot este un Decepticon huligan și monstruos greu de controlat și mai greu de ucis. Este puțin ciudat că se transformă într-o dubiță Volkswagen Transporter T1 din 1950 care este un stereotip al păcii și iubirii.